# Amleto

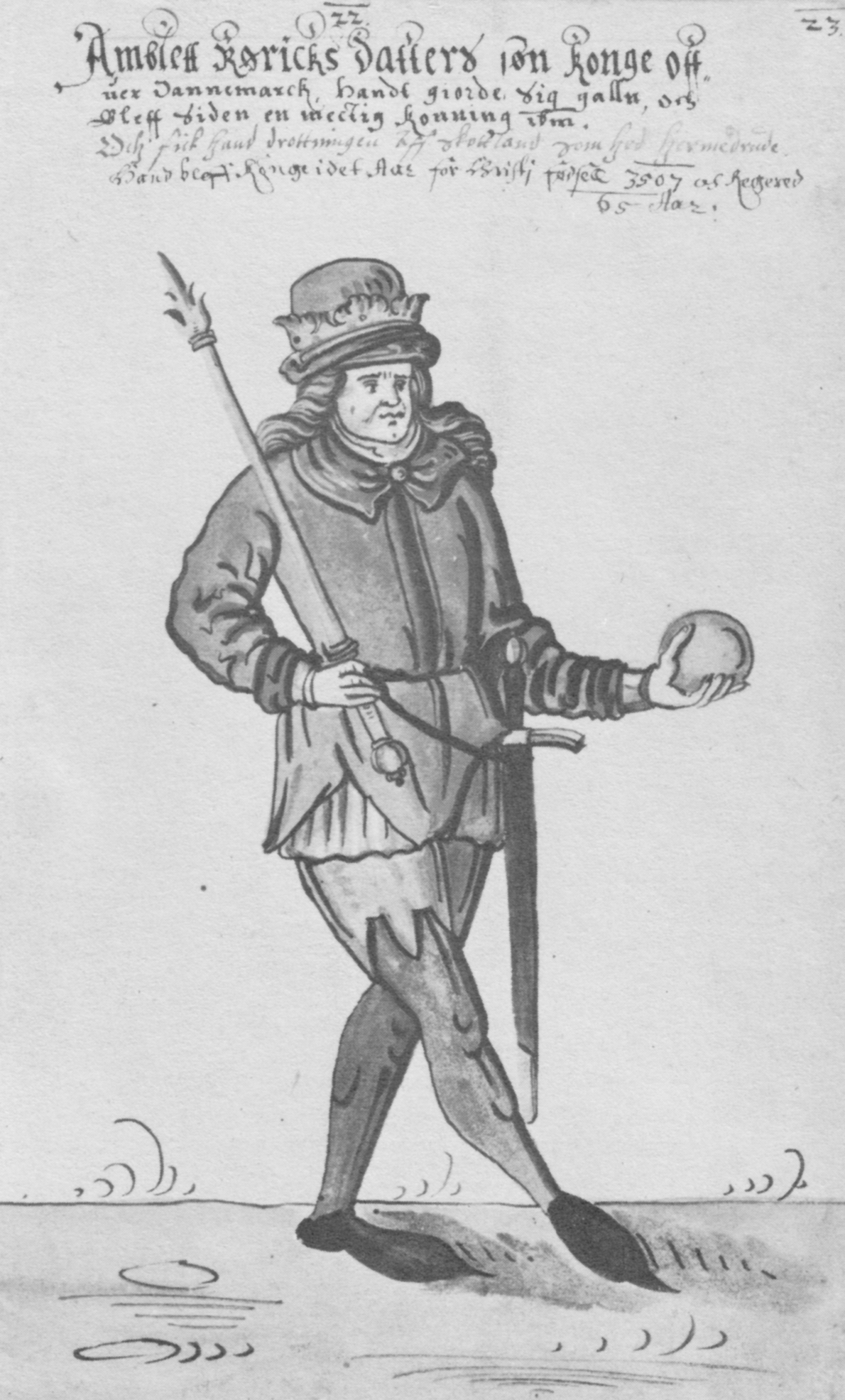
Manuscrito do século XVII, apresentando Amleth, personagem que inspirou o Hamlet de Shakespeare.

Amleto ou Amleth é uma figura mitológica escandinava e acredita-se que tenha inspirado a peça Hamlet de William Shakespeare.
A história de Amleto ou Amleth é encontrada na segunda parte do Livro III e na primeira parte do Livro IV de Saxo Grammaticus, o Gesta Danorum: ‘a história dos dinamarqueses’. Escrito no início do Século XIII, em latim, esse ambicioso trabalho teve como objetivo, relatar a lendária história dos dinamarqueses desde os tempos mitológicos — no mesmo espírito de Geoffrey de Monmouth em Historia Regum Britanniae (A História dos Reis da Bretanha). Por muito tempo, a história de Amleth foi interessante simplesmente por ter inspirado a tragédia Hamlet, de William Shakespeare. Dado que se trata de uma lenda muito antiga e originalmente escrita em latim, acredita-se que Shakespeare não tenha tido acesso ao texto original mas sim à tradução francesa, de François de Belleforest, publicada nas suas Histoires Tragiques, em 1570.

## Enredo
A primeira parte conta a origem e a juventude de Amleth, bem como sua famosa vingança, as quais formam a base da trama, que começa como uma espécie de história secundária, derivada de um relato do rei dinamarquês da época, Rørik. Este instalara dois irmãos, Orvendil e Fengi como co-governadores da Jutlândia. Orvendil acumulou muita riqueza ao longo dos anos, fazendo incursões e tornando-se tão apreciado pelo rei, que Rørik o casou com a sua filha Gerutha.  Amleth é o filho do casal.
Com ciúmes do irmão, Fengi o mata e depois se casa com Gerutha. Na sequência, dissemina mentiras sobre Orvendil, fazendo com que todos acreditem que o fratricídio fora um ato necessário e justo. Tendo testemunhado tudo e temendo por sua vida, Amleth decide fingir-se de louco. Um louco não poderia ser submetido à lei, como uma pessoa comum. Além disso, um louco não poderia ser considerado uma ameaça ao trono. Mesmo que alguém questionasse o direito de Fengi de governar, ele possivelmente não seria destituído, pois um louco seria ainda pior governante do que um assassino.
No entanto, a loucura de Amleth era perturbadora.  Suas palavras eram sempre ambíguas, podendo ser interpretadas como insights de um homem sábio ou como a tagarelice de um doido. Nesse aspecto, ele se assemelha a Lucius Junius Brutus, que esconde um cetro de ouro em uma vara - uma história a que Saxo claramente teve acesso.
Talvez em razão da culpa, Fengi se sentia bastante inseguro quanto ao sobrinho, de quem ele repetidamente tenta se livrar. Mas Amleth quase sempre evitava as armadilhas. Mas nem sempre. Uma dessas armadilhas foi sua irmã adotiva - que pode ser lida como a proto-Ofélia -  enviada para seduzi-lo. No entanto, Amleth é avisado e, ao final, é a garota que se deixa seduzir por ele. Apaixonada, ela promete manter segredo sobre o encontro amoroso.
Todo o enredo básico é muito semelhante ao de Hamlet, exceto que há mais sangue na versão de Saxo: Amleth, depois de matar o personagem que seria o proto-Polônio, 'cortou o corpo em pedaços, cozinhou-os em água fervente e depois os jogou em um chiqueiro, onde, manchados com sujeira pútrida, os pedaços puderam ser comidos pelos porcos'. O final também é diferente. Em vez de ter uma morte trágica, Amleth incendeia o salão de seu tio e ascende ao trono. No final, é morto em batalha pelo novo rei dinamarquês, não deixando herdeiros, assim como o Príncipe Hamlet shakespeariano.
Uma grande diferença entre a história de Saxo e a de Shakespeare diz respeito ao papel das mulheres. As duas personagens femininas do conto de Amleth, a saber, a proto-Gertrude (Gerutha) e a proto-Ophelia, não têm voz ativa. ‘Ophelia’ nem mesmo tem nome. Gerutha aparentemente teria maior importância que seus maridos. É filha do rei, e é por intermédio de sua linhagem que Amleth está ligado à casa real dinamarquesa. No entanto, ela funcionará basicamente como um objeto de disputa, em função da conquista poder político. Sua perspectiva nunca é contada, exceto uma vez, quando Fengi afirma que ela fora maltratada por Orvendil e  sofrera  "violência repugnante", o que converteria o ato fratricida em legítima defesa da honra. Graças ao silêncio e à passividade de Gerutha, a alegação de Fengi não é confirmada nem negada. 

## No cinema
Essa história inspirou os seguintes filmes:
- Prince of Jutland ou Jutland:Reinado de Ódio (1994)
- The Northman (2022)